# 하트 컨디션
《하트 컨디션》(영어: Heart Condition)은 미국에서 제작된 제임스 D. 패리엇 감독의 1990년 코미디 영화이다. 밥 호스킨스, 덴절 워싱턴 등이 출연하였고, 스티브 티시 등이 제작에 참여하였다.

## 출연
- 밥 호스킨스
- 덴절 워싱턴
- 클로이 웹
- 로저 E. 모즐리
- 앨런 레이친스
- 레이 베이커
- 제프리 미크
- 이바 러루
- 론 테일러
- 저네이 두브와

## 기타 제작진
- 공동 제작: 마리 캔틴, 버니 골드먼
- 배역: 캐런 리아
- 미술: 존 무토
- 의상: 루이즈 프로글리